# OWSLA
OWSLA es una compañía discográfica y distribuidor creativo (OWSLA Goods) estadounidense. Fue fundada en 2011 por Skrillex y los cofundadores Tim Smith, Kathryn Frazier y Clayton Blaha. El primer lanzamiento del sello fue el EP Spitfire de Porter Robinson, que alcanzó el número 1 en las listas de música dance de Beatport y iTunes.
Antes de que existiera el sello, Skrillex se junto con DJ's que ya eran conocidos como: Zedd, Zun Diego, 12th Planet y Flinch para lanzar un EP gratuito llamado "Skrillex Presents Free Treats Volume:001" en 2011. La secuela de 19 pistas fue lanzado bajo el sello el 13 de marzo del 2012 y también incluía a KOAN Sound, The M Machine, Ghastly, Zardonic y Alvin Risk entre muchos otros. Hablando de OWSLA el nombre es también llamado alocamino. Es un sitio de cosas arrogantes al igual que misteriosas.

## Nest IV
El 12 de diciembre de 2012, OWSLA lanzó un programa de suscripción llamado "The Nest", después llamado "Nest IV" para distinguirlo del blog "Nest HQ". Esta suscripción está disponible solo vía drip.fm. Otros sellos discográficos que participan son Mad Decent y Fool's Gold Records. El programa permite a los suscriptores mensuales tener acceso anticipado o exclusivo a algunos temas y remixes, sets de DJ's, descuentos, entre otros beneficios.

## Artistas

### Actuales
- Skrillex
- Chris Lake
- Dav3ders
- Dylan Brady
- Ekali
- Ttipaz
- Josh Pan
- Milo & Otis
- SIX
- Manü
- Mija
- Virtual Riot
- Salvatore Ganacci

### Anteriores
- Alex Metric
- Alvin Risk
- Anna Lunoe
- Aryay
- Barely Alive
- Bart B More
- Basecamp
- Bassnectar
- Birdy Nam Nam
- Bixel Boys
- Blood Diamonds
- Carmada
- Crookers
- David Heartbreak
- Dav3ders
- Destructo
- Dillon Francis
- DJ Sliink
- Dog Blood
- Dream
- Etnik
- Figure
- From First to Last
- Gesaffelstein
- Getter
- Ghastly
- HeartsRevolution
- Hundred Waters
- I Am Legion
- Jack Beats
- Jack Ü
- JOYRYDE
- The Juggernaut
- Keith Ape
- Kill Paris
- Kill the Noise
- KOAN Sound
- LOUDPVCK
- The M Machine
- Mark Johns
- Manü
- Marshmello
- Mija
- Monsta
- Moody Good
- MUST DIE!
- Nick Thayer
- OddKidOut
- pennybirdrabbit
- Phonat
- Phuture Doom
- Point Point
- Porter Robinson
- Rell The Soundbender
- Rusko
- Seven Lions
- Showtek
- Skream
- Snails
- Star Slinger
- Sub Focus
- TC
- Teddy Killerz
- Tennyson
- Torro Torro
- Valentino Khan
- Vindata
- What So Not
- Wiwek
- Yogi
- Zedd

## Discografía
| Año  | Artista                                                                                | Lanzamiento                                          | Tipo        | Fecha de lanzamiento     | Catálogo                                |
| ---- | -------------------------------------------------------------------------------------- | ---------------------------------------------------- | ----------- | ------------------------ | --------------------------------------- |
| 2011 | Porter Robinson                                                                        | Spitfire                                             | EP          | 13 de septiembre de 2011 | OWS001                                  |
| 2011 | Zedd                                                                                   | Shave It                                             | Sencillo    | 4 de octubre de 2011     | OWS002                                  |
| 2011 | The M Machine                                                                          | Promise Me a Rose Garden / Glow                      | Sencillo    | 18 de octubre de 2011    | OWS003                                  |
| 2011 | KOAN Sound                                                                             | Funk Blaster                                         | EP          | 1 de noviembre de 2011   | OWS004                                  |
| 2011 | Zedd                                                                                   | Shave It: The Aftershave                             | EP          | 8 de noviembre de 2011   | OWS005B                                 |
| 2011 | Skream featuring Sam Frank                                                             | Anticipate                                           | EP          | 13 de noviembre de 2011  | OWS006B                                 |
| 2011 | Kill the Noise                                                                         | Kill Kill Kill                                       | EP          | 22 de noviembre de 2011  | OWS007                                  |
| 2011 | Skrillex                                                                               | Bangarang                                            | EP          | 23 de diciembre de 2011  | Big Beat / Atlantic                     |
| 2012 | Zedd                                                                                   | Slam the Door                                        | Sencillo    | 3 de enero de 2012       | OWS008                                  |
| 2012 | Zedd                                                                                   | Slam the Door (Clean Radio Mix)                      | Sencillo    | 31 de enero de 2012      | OWS008CL                                |
| 2012 | Nick Thayer                                                                            | Like Boom                                            | EP          | 7 de febrero de 2012     | OWS009                                  |
| 2012 | Skrillex & The Doors                                                                   | Breakn' a Sweat (Zedd Remix)                         | Sencillo    | 7 de febrero de 2012     | Big Beat / Atlantic                     |
| 2012 | Dillon Francis                                                                         | Something, Something, Awesome.                       | EP          | 17 de febrero de 2012    | OWS010                                  |
| 2012 | Kill the Noise & Datsik                                                                | Lightspeed                                           | Sencillo    | 28 de febrero de 2012    | OWS011                                  |
| 2012 | Various Artists                                                                        | OWSLA Presents Free Treats Vol. II                   | Compilación | 13 de marzo de 2012      | OWS012                                  |
| 2012 | Zedd                                                                                   | Shotgun                                              | Sencillo    | 27 de marzo de 2012      | OWS013                                  |
| 2012 | The M Machine                                                                          | Metropolis Pt. I                                     | EP          | 24 de abril de 2012      | OWS014                                  |
| 2012 | Skrillex & Damian Marley                                                               | Make It Bun Dem                                      | Sencillo    | 1 de mayo de 2012        | Big Beat / Atlantic                     |
| 2012 | Sub Focus featuring Kenzie May                                                         | Falling Down                                         | EP          | 15 de mayo de 2012       | OWS015                                  |
| 2012 | Porter Robinson                                                                        | Spitfire Bonus Remixes                               | EP          | 3 de julio de 2012       | OWS016                                  |
| 2012 | Birdy Nam Nam                                                                          | Jaded Future                                         | EP          | 17 de julio de 2012      | OWS015X                                 |
| 2012 | Dream                                                                                  | This Isn't House                                     | EP          | 31 de julio de 2012      | OWS017                                  |
| 2012 | Jack Beats                                                                             | Careless                                             | EP          | 7 de agosto de 2012      | OWS018                                  |
| 2012 | Dog Blood                                                                              | Next Order / Middle Finger                           | Sencillo    | 14 de agosto de 2012     | Big Beat / Atlantic / Boysnoize Records |
| 2012 | Hundred Waters                                                                         | Thistle                                              | EP          | 21 de agosto de 2012     | OWS019                                  |
| 2012 | Skrillex & Damian Marley                                                               | Make It Bun Dem After Hours                          | EP          | 28 de agosto de 2012     | Big Beat / Atlantic                     |
| 2012 | KOAN Sound                                                                             | The Adventures of Mr. Fox                            | EP          | 4 de septiembre de 2012  | OWS020                                  |
| 2012 | Kill The Noise & Datsik                                                                | Lightspeed Remixes                                   | EP          | 13 de septiembre de 2012 | OWS021                                  |
| 2012 | Hundred Waters                                                                         | Hundred Waters                                       | LP          | 25 de septiembre de 2012 | OWS022NI                                |
| 2012 | Seven Lions                                                                            | Days to Come                                         | EP          | 16 de octubre de 2012    | OWS023D                                 |
| 2012 | Monsta                                                                                 | Monsta                                               | EP          | 23 de octubre de 2012    | OWS024N                                 |
| 2012 | Kill the Noise                                                                         | BLVCK MVGIC                                          | EP          | 6 de noviembre de 2012   | OWS025                                  |
| 2012 | Alex Metric                                                                            | Ammunition Pt. 2                                     | EP          | 3 de diciembre de 2012   | OWS026                                  |
| 2012 | Jack Beats                                                                             | Somebody to Love                                     | EP          | 9 de diciembre de 2012   | OWS027                                  |
| 2013 | Birdy Nam Nam                                                                          | Defiant Order                                        | EP          | 22 de enero de 2013      | OWS028                                  |
| 2013 | Seven Lions featuring Fiora                                                            | Days to Come (Au5 & I.Y.F.F.E. Remix)                | Sencillo    | 22 de enero de 2013      | OWS023R                                 |
| 2013 | Teddy Killerz                                                                          | Toys Riot                                            | EP          | 12 de febrero de 2013    | OWS031                                  |
| 2013 | The M Machine                                                                          | Metropolis Pt. II                                    | EP          | 19 de febrero de 2013    | OWS029                                  |
| 2013 | Kill Paris                                                                             | To a New Earth                                       | EP          | 26 de febrero de 2013    | OWS030                                  |
| 2013 | Alvin Risk                                                                             | Skyclad                                              | Sencillo    | 5 de marzo de 2013       | OWS033                                  |
| 2013 | Blood Diamonds featuring Dominic Lord                                                  | Barcode                                              | EP          | 12 de marzo de 2013      | OWS032XX                                |
| 2013 | Hundred Waters                                                                         | Boreal Remix                                         | EP          | 26 de marzo de 2013      | OWS034                                  |
| 2013 | Alex Metric                                                                            | Ammunition Pt. 3                                     | EP          | 2 de abril de 2013       | OWS036                                  |
| 2013 | Showtek & Noisecontrollers                                                             | Get Loose                                            | Sencillo    | 16 de abril de 2013      | OWS037                                  |
| 2013 | The Juggernaut                                                                         | Chinese Finger Trap                                  | Sencillo    | 18 de abril de 2013      | OWS038                                  |
| 2013 | David Heartbreak                                                                       | The Foundation                                       | EP          | 14 de mayo de 2013       | OWS035                                  |
| 2013 | Birdy Nam Nam                                                                          | Defiant Order                                        | LP          | 28 de mayo de 2013       | OWS041                                  |
| 2013 | What So Not                                                                            | The Quack (WSN Club Dubs)                            | EP          | 28 de mayo de 2013       | OWS040D                                 |
| 2013 | Phonat                                                                                 | Identity Theft                                       | EP          | 4 de junio de 2013       | OWS039                                  |
| 2013 | Destructo                                                                              | Higher                                               | EP          | 10 de junio de 2013      | OWS044                                  |
| 2013 | Gesaffelstein                                                                          | Pursuit                                              | Sencillo    | 17 de junio de 2013      | OWBR001                                 |
| 2013 | Nick Thayer                                                                            | Worlds Collide                                       | EP          | 18 de junio de 2013      | OWS042                                  |
| 2013 | What So Not                                                                            | The Quack                                            | EP          | 25 de junio de 2013      | OWS045                                  |
| 2013 | Rusko                                                                                  | Lift Me Up                                           | EP          | 2 de junio de 2013       | OWS043                                  |
| 2013 | Kill Paris featuring Marty Rod & Alma                                                  | Falling in Love Again                                | Sencillo    | 9 de julio de 2013       | OWS046                                  |
| 2013 | I Am Legion                                                                            | Make Those Move                                      | Sencillo    | 15 de julio de 2013      | OWS047                                  |
| 2013 | Phuture Doom                                                                           | Nightfall                                            | EP          | 23 de julio de 2013      | OWS048                                  |
| 2013 | HeartsRevolution                                                                       | Ride or Die                                          | EP          | 23 de julio de 2013      | OWS049                                  |
| 2013 | Bart B More                                                                            | The Napoleon Saga                                    | EP          | 30 de julio de 2013      | OWS051                                  |
| 2013 | Jack Beats                                                                             | Jack Beats Remixed Vol. I                            | EP          | 13 de agosto de 2013     | OWS052                                  |
| 2013 | I Am Legion                                                                            | Choosing for You                                     | Sencillo    | 19 de agosto de 2013     | OWS057N                                 |
| 2013 | The M Machine                                                                          | Metropolis Remixed                                   | EP          | 27 de agosto de 2013     | OWS053                                  |
| 2013 | I Am Legion                                                                            | I Am Legion                                          | LP          | 2 de septiembre de 2013  | OWS058                                  |
| 2013 | Kill the Noise                                                                         | Black Magic Remixes                                  | EP          | 3 de sepiembre de 2013   | OWS050                                  |
| 2013 | Figure                                                                                 | Horns of the Apocalypse                              | EP          | 10 de septiembre de 2013 | OWS061                                  |
| 2013 | Dog Blood                                                                              | Middle Finger Pt. 2                                  | EP          | 17 de septiembre de 2013 | Big Beat / Atlantic / Boysnoize Records |
| 2013 | Jack Beats                                                                             | Jack Beats Remixed Vol. II                           | EP          | 24 de septiembre de 2013 | OWS056                                  |
| 2013 | Blood Diamonds                                                                         | Osaka                                                | EP          | 1 de octubre de 2013     | OWS060-1                                |
| 2013 | Skrillex & Alvin Risk                                                                  | Try It Out                                           | Sencillo    | 14 de octubre de 2013    | Big Beat / Atlantic                     |
| 2013 | What So Not                                                                            | High You Are Remixes                                 | EP          | 15 de octubre de 2013    | OWS063                                  |
| 2013 | KOAN Sound & Asa                                                                       | Sanctuary                                            | EP          | 22 de octubre de 2013    | OWS064                                  |
| 2013 | Crookers                                                                               | Ghetto Guetta                                        | EP          | 29 de octubre de 2013    | OWS065                                  |
| 2013 | Phuture Doom                                                                           | Phuture Doom                                         | LP          | 5 de noviembre de 2013   | OWS054                                  |
| 2013 | Teddy Killerz                                                                          | Teddy Massacre                                       | EP          | 12 de noviembre de 2013  | OWS062                                  |
| 2013 | Seven Lions featuring Ciscandra Nostalghia                                             | Serpent of Old                                       | Sencillo    | 18 de noviembre de 2013  | OWS070                                  |
| 2013 | Etnik                                                                                  | Neon Daze                                            | EP          | 19 de noviembre de 2013  | OWS055                                  |
| 2013 | TC                                                                                     | Get Down Low                                         | EP          | 26 de noviembre de 2013  | OWS068                                  |
| 2013 | I Am Legion                                                                            | I Am Legion Instrumentals                            | LP          | 29 de noviembre de 2013  | OWS066                                  |
| 2013 | Alesia                                                                                 | Andrea                                               | EP          | 3 de diciembre de 2013   | OWS067                                  |
| 2013 | What So Not                                                                            | Jaguar                                               | Sencillo    | 10 de diciembre de 2013  | OWS071                                  |
| 2014 | Zedd featuring Hayley Williams                                                         | Stay the Night (Zedd & Kevin Drew Extended Remix)    | Sencillo    | Jan 14, 2014             | OWS074                                  |
| 2014 | The M Machine                                                                          | Superflat                                            | Sencillo    | Jan 21, 2014             | OWS073                                  |
| 2014 | pennybirdrabbit                                                                        | for love                                             | EP          | Feb 11, 2014             | Big Beat / Atlantic                     |
| 2014 | HeartsRevolution                                                                       | KISS                                                 | Sencillo    | Feb 14, 2014             | OWS076                                  |
| 2014 | Phonat                                                                                 | Never                                                | EP          | Feb 18, 2014             | OWS075                                  |
| 2014 | Dog Blood                                                                              | Middle Finger Pt. 2 Remix                            | EP          | Mar 4, 2014              | Big Beat / Atlantic / Boysnoize Records |
| 2014 | Hundred Waters                                                                         | Cavity                                               | Sencillo    | Mar 4, 2014              | OWS077                                  |
| 2014 | Yogi featuring Pusha T                                                                 | Burial                                               | Sencillo    | Mar 14, 2014             | OWS083UK                                |
| 2014 | Jack Beats                                                                             | Beatbox                                              | EP          | Mar 18, 2014             | OWS059                                  |
| 2014 | Skrillex                                                                               | Recess                                               | LP          | Mar 18, 2014             | Big Beat / Atlantic                     |
| 2014 | Bart B More                                                                            | Indigo                                               | EP          | Mar 25, 2014             | OWS082                                  |
| 2014 | KOAN Sound                                                                             | Dynasty                                              | EP          | Apr 1, 2014              | OWS078                                  |
| 2014 | Moody Good featuring Eryn Allen Kane                                                   | Musicbx                                              | Sencillo    | Apr 8, 2014              | OWS084                                  |
| 2014 | HeartsRevolution                                                                       | Ride or Die                                          | LP          | Apr 15, 2014             | OWS069                                  |
| 2014 | Hundred Waters                                                                         | Xtalk                                                | Sencillo    | Apr 16, 2014             | OWS085                                  |
| 2014 | Alex Metric                                                                            | Hope                                                 | EP          | Apr 22, 2014             | OA001                                   |
| 2014 | Kill Paris                                                                             | Foreplay                                             | EP          | Apr 29, 2014             | OWS081                                  |
| 2014 | Moody Good featuring Knytro                                                            | Hotplate                                             | Sencillo    | May 13, 2014             | OWS086                                  |
| 2014 | Snails & Antiserum                                                                     | Wild                                                 | Sencillo    | May 20, 2014             | OWS087                                  |
| 2014 | Hundred Waters                                                                         | The Moon Rang Like a Bell                            | LP          | May 27, 2014             | OWS079                                  |
| 2014 | Moody Good                                                                             | Moody Good                                           | LP          | Jun 3, 2014              | OWS080                                  |
| 2014 | I Am Legion                                                                            | I Am Legion Remixes                                  | EP          | Jun 17, 2014             | OWS090                                  |
| 2014 | RL Grime & What So Not                                                                 | Tell Me                                              | Sencillo    | Jun 24, 2014             | WeDidIt / Sweat It Out                  |
| 2014 | David Heartbreak                                                                       | War of the Roses                                     | EP          | Jun 26, 2014             | OWS089                                  |
| 2014 | Skrillex & Kill the Noise featuring Fatman Scoop and Michael Angelakos                 | Recess Remixes                                       | EP          | Jul 7, 2014              | Big Beat / Atlantic                     |
| 2014 | Yogi                                                                                   | Burial                                               | EP          | Jul 15, 2014             | OWS091                                  |
| 2014 | Valentino Khan                                                                         | In Khan We Trust                                     | EP          | Jul 22, 2014             | OWS088                                  |
| 2014 | Schoolboy Q                                                                            | Hell of a Night (Yogi Remix)                         | Sencillo    | Jul 28, 2014             | Interscope                              |
| 2014 | Alex Metric featuring Stefan Storm                                                     | Heart Weighs a Ton                                   | Sencillo    | Aug 5, 2014              | OA002                                   |
| 2014 | Snails & Herobust                                                                      | Pump This                                            | Single      | Aug 19, 2014             | OWS093                                  |
| 2014 | Kill Paris                                                                             | Foreplay Remixes                                     | EP          | Aug 26, 2014             | OWS092                                  |
| 2014 | Various Artists                                                                        | OWSLA #BeatportDecade Electronic                     | Compilación | Aug 29, 2014             | OWS098                                  |
| 2014 | Aryay                                                                                  | The Lawnmower                                        | Sencillo    | Sep 9, 2014              | OWS097                                  |
| 2014 | Jack Ü featuring Kiesza                                                                | Take Ü There                                         | Single      | Sep 16, 2014             | Mad Decent / Big Beat / Atlantic        |
| 2014 | MUST DIE!                                                                              | Death & Magic                                        | LP          | Sep 30, 2014             | OWS094                                  |
| 2014 | Carmada                                                                                | Maybe                                                | Sencillo    | Oct 11, 2014             | OWS102                                  |
| 2014 | Rell the Soundbender & Twine                                                           | Dome Shot                                            | Sencillo    | Oct 14, 2014             | OWS099                                  |
| 2014 | Alex Metric featuring Stefan Storm                                                     | Heart Weighs a Ton Remixes                           | EP          | Oct 19, 2014             | OA003                                   |
| 2014 | Etnik                                                                                  | Unclassified                                         | EP          | Oct 20, 2014             | OWS096A                                 |
| 2014 | HeartsRevolution                                                                       | Ride or Die Remixes                                  | EP          | Oct 23, 2014             | OWS095                                  |
| 2014 | Snails & Antiserum                                                                     | Wild Remixes                                         | EP          | Oct 30, 2014             | OWS103BPE                               |
| 2014 | Hundred Waters                                                                         | Down from the Rafters Remixes                        | EP          | Nov 6, 2014              | OWS101                                  |
| 2014 | The M Machine                                                                          | Just Like                                            | EP          | Nov 11, 2014             | OWS105                                  |
| 2014 | Yogi featuring Pusha T                                                                 | Burial: The Remixes                                  | EP          | Nov 13, 2014             | OWS106                                  |
| 2014 | David Heartbreak                                                                       | Rose Colored Bass                                    | LP          | Nov 18, 2014             | OWS072-1                                |
| 2014 | Skrillex                                                                               | Ease My Mind / Ragga Bomb Remixes                    | EP          | Nov 24, 2014             | Big Beat / Atlantic                     |
| 2014 | Seven Lions & Xilent                                                                   | The Fall                                             | Sencillo    | Dec 2, 2014              | OWS104                                  |
| 2014 | MUST DIE!                                                                              | Hellcat Remixes                                      | EP          | Dec 4, 2014              | OWS107                                  |
| 2014 | Carmada                                                                                | Realise                                              | EP          | Dec 8, 2014              | OWS109                                  |
| 2014 | Alesia                                                                                 | The New Order Pt. 1                                  | EP          | Dec 9, 2014              | OWS108                                  |
| 2014 | Skrillex                                                                               | Dirty Vibe Remixes                                   | EP          | Dec 15, 2014             | Big Beat / Atlantic                     |
| 2014 | Ghastly & Mija featuring Lil Jon                                                       | Crank It                                             | Sencillo    | Dec 16, 2014             | OWS112                                  |
| 2014 | Various Artists                                                                        | OWSLA Presents Eggnog Vol. 1                         | Compilación | Dec 16, 2014             | OWS100                                  |
| 2014 | Jack Ü featuring Kiesza                                                                | Take Ü There Remixes                                 | EP          | Dec 23, 2014             | Mad Decent / Big Beat / Atlantic        |
| 2015 | Hundred Waters                                                                         | The Moon Rang Like a Bell Remixed                    | LP          | Feb 17, 2015             | OWS110                                  |
| 2015 | Jack Ü featuring Kiesza                                                                | Take Ü There (Missy Elliott Remix)                   | Sencillo    | Feb 18, 2015             | Mad Decent / Big Beat / Atlantic        |
| 2015 | Jack Ü                                                                                 | Skrillex and Diplo Present Jack Ü                    | LP          | Feb 27, 2015             | Mad Decent / Big Beat / Atlantic        |
| 2015 | Valentino Khan                                                                         | Deep Down Low                                        | Sencillo    | Mar 5, 2015              | OWS127                                  |
| 2015 | Getter                                                                                 | Head Splitter                                        | Sencillo    | Mar 13, 2015             | OWS116                                  |
| 2015 | Torro Torro                                                                            | Make a Move                                          | Sencillo    | Mar 17, 2015             | OWS111                                  |
| 2015 | Wiwek                                                                                  | Bang Bang Theory (Instrumental Mix)                  | Sencillo    | Mar 17, 2015             | OWS117                                  |
| 2015 | Various Artists                                                                        | OWSLA Spring Compilation 2015                        | Compilación | Mar 17, 2015             | OWS114                                  |
| 2015 | What So Not featuring George Maple                                                     | Gemini                                               | Sencillo    | Apr 3, 2015              | OWS125                                  |
| 2015 | Etnik                                                                                  | Unclassified Remixes                                 | EP          | Apr 9, 2015              | OWS121                                  |
| 2015 | Carmada                                                                                | Maybe Remixes                                        | EP          | Apr 16, 2015             | OWS122                                  |
| 2015 | The M Machine                                                                          | Just Like Remixes                                    | EP          | Apr 23, 2015             | OWS123                                  |
| 2015 | MUST DIE! featuring Tkay Maidza                                                        | Imprint Remixes                                      | EP          | May 7, 2015              | OWS124                                  |
| 2015 | Jack Beats                                                                             | One Love Remixes                                     | EP          | May 12, 2015             | OWS115                                  |
| 2015 | Kill the Noise & Tommy Trash featuring R. City                                         | Louder                                               | Sencillo    | 12 de mayo de 2015       | OWS128                                  |
| 2015 | Carmada                                                                                | Maybe (Jesse Slayter VIP)                            | Sencillo    | May 18, 2015             | OWS132                                  |
| 2015 | Getter                                                                                 | Allegiance                                           | EP          | Jun 16, 2015             | OWS113                                  |
| 2015 | Jack Ü with Justin Bieber                                                              | Where Are Ü Now Remixes                              | EP          | Jun 16, 2015             | Mad Decent / Big Beat / Atlantic        |
| 2015 | Yogi & Skrillex featuring Pusha T, Moody Good & TrollPhace                             | Burial                                               | Sencillo    | Jul 6, 2015              | OWS139                                  |
| 2015 | Aryay                                                                                  | Vicious                                              | EP          | Jul 10, 2015             | OWS119                                  |
| 2015 | Point Point                                                                            | Contrastive Focus Reduplication                      | EP          | Jul 24, 2015             | OWS138                                  |
| 2015 | Keith Ape featuring A$AP Ferg, Father, Dumbfoundead & Waka Flocka Flame                | It G Ma Remix                                        | Sencillo    | Jul 27, 2015             | OWS141                                  |
| 2015 | AC Slater                                                                              | Take the Night                                       | EP          | Aug 7, 2015              | OWS130                                  |
| 2015 | Valentino Khan                                                                         | Deep Down Low Remixes                                | EP          | Aug 11, 2015             | OWS142                                  |
| 2015 | Vindata                                                                                | Through Time and Space...                            | EP          | Aug 14, 2015             | OWS126                                  |
| 2015 | Snails & Herobust                                                                      | Pump This Remixes                                    | EP          | Aug 18, 2015             | OWS118                                  |
| 2015 | Basecamp                                                                               | Greater Than                                         | EP          | Aug 21, 2015             | OWS135                                  |
| 2015 | Skrillex & Jauz featuring Fatman Scoop                                                 | Squad Out!                                           | Sencillo    | Aug 31, 2015             | Big Beat / Atlantic                     |
| 2015 | Phonat featuring Jolie and the Key                                                     | Fire                                                 | Sencillo    | Sep 18, 2015             | OWS136                                  |
| 2015 | Alex Metric                                                                            | Ammunition Pt. 4                                     | EP          | Oct 9, 2015              | OWS143 / OA005                          |
| 2015 | Kill the Noise                                                                         | Occult Classic                                       | LP          | Oct 9, 2015              | OWS120                                  |
| 2015 | Yogi featuring Elliphant & Pusha T                                                     | SIRI                                                 | Sencillo    | Oct 23, 2015             | OWS145                                  |
| 2015 | Jack Ü featuring AlunaGeorge                                                           | To Ü Remixes                                         | EP          | Oct 23, 2015             | Mad Decent / Big Beat / Atlantic        |
| 2015 | Phonat featuring Jolie and the Key                                                     | Fire Remixes                                         | EP          | Nov 13, 2015             | OWS147                                  |
| 2015 | GTA featuring Sam Bruno                                                                | Red Lips (Skrillex Remix)                            | Sencillo    | Nov 30, 2015             | Big Beat / Atlantic                     |
| 2015 | Basecamp                                                                               | Watch My Back Remixes                                | EP          | Dec 4, 2015              | OWS150                                  |
| 2015 | Carmada featuring Maribelle                                                            | On Fire Remixes                                      | EP          | Dec 11, 2015             | OWS149                                  |
| 2015 | Snails featuring Big Gigantic                                                          | Funk with Me (VIP)                                   | Sencillo    | Dec 18, 2015             | OWS156                                  |
| 2015 | What So Not                                                                            | Gemini                                               | EP          | Dec 18, 2015             | OWS137                                  |
| 2015 | Skrillex                                                                               | Stranger (Skrillex Remix with Tennyson & White Sea)  | Sencillo    | Dec 25, 2015             | Big Beat / Atlantic                     |
| 2016 | Valentino Khan & Wiwek                                                                 | Tropicana                                            | Sencillo    | Jan 6, 2016              | OWS155                                  |
| 2016 | Torro Torro                                                                            | Make a Move Remixes                                  | EP          | Jan 8, 2016              | OWS140                                  |
| 2016 | Mark Johns                                                                             | BTFU (Mommy Issues)                                  | Sencillo    | Jan 15, 2016             | OWS157                                  |
| 2016 | Bixel Boys & Poupon                                                                    | Ain't Your Girl                                      | Sencillo    | Jan 22, 2016             | OWS148                                  |
| 2016 | Various Artists                                                                        | OWSLA Worldwide Broadcast                            | Compilación | Jan 29, 2016             | OWS152                                  |
| 2016 | Carmada featuring Noah Slee                                                            | Realise Remixes                                      | EP          | Feb 5, 2016              | OWS154                                  |
| 2016 | Vindata featuring Anderson .Paak                                                       | Own Life Remixes                                     | EP          | Feb 9, 2016              | OWS160                                  |
| 2016 | Keith Ape featuring A$AP Ferg, Father, Dumbfoundead, Waka Flocka Flame & Anderson Paak | It G Ma Remix (josh pan Opus)                        | Sencillo    | Feb 12, 2016             | OWS144                                  |
| 2016 | Jack Ü with Justin Bieber                                                              | Where Are Ü Now LIVE                                 | Sencillo    | Feb 16, 2016             | Mad Decent / Big Beat / Atlantic        |
| 2016 | Vic Mensa & Skrillex                                                                   | No Chill                                             | Sencillo    | Feb 19, 2016             | Roc Nation                              |
| 2016 | Wiwek                                                                                  | The Free and Rebellious                              | EP          | Feb 26, 2016             | OWS159                                  |
| 2016 | Alex Metric                                                                            | Ammunition Pt. 4 Remixes                             | EP          | Feb 26, 2016             | OA006                                   |
| 2016 | Hundred Waters                                                                         | Forgive Me for Giving Up                             | Sencillo    | Feb 26, 2016             | OWS163                                  |
| 2016 | Getter                                                                                 | Radical Dude!                                        | EP          | Mar 11, 2016             | OWS158                                  |
| 2016 | DJ Sliink featuring Fatman Scoop                                                       | Higher                                               | Sencillo    | Mar 11, 2016             | OWS164                                  |
| 2016 | Hundred Waters featuring Chance the Rapper, Moses Sumney & Robin Hannibal              | Show Me Love (Skrillex Remix)                        | Sencillo    | Mar 22, 2016             | OWS151                                  |
| 2016 | What So Not & GANZ featuring JOY.                                                      | Lone                                                 | Sencillo    | Apr 8, 2016              | OWS169                                  |
| 2016 | Kill the Noise                                                                         | Alt Classic                                          | LP          | May 13, 2016             | OWS171                                  |
| 2016 | Mija & Vindata                                                                         | Better                                               | Sencillo    | May 18, 2016             | OWS173                                  |
| 2016 | AC Slater                                                                              | Bass Inside                                          | EP          | May 26, 2016             | OWS165                                  |
| 2016 | Basecamp                                                                               | Esc Remixes                                          | EP          | Jun 24, 2016             | OWS167                                  |
| 2016 | Wiwek & Skrillex featuring Elliphant                                                   | Killa Remixes                                        | EP          | Jul 15, 2016             | OWS177                                  |
| 2016 | Skrillex & Rick Ross                                                                   | Purple Lamborghini                                   | Sencillo    | Jul 22, 2016             | Atlantic                                |
| 2016 | Jack Ü featuring Kai                                                                   | Mind Remixes                                         | EP          | Jul 27, 2016             | Mad Decent / Big Beat / Atlantic        |
| 2016 | Getter                                                                                 | Rip N Dip Remixes                                    | EP          | Jul 29, 2016             | OWS184                                  |
| 2016 | Valentino Khan & Skrillex featuring Kstylis                                            | Slam Dunk                                            | Sencillo    | Jul 29, 2016             | OWS161                                  |
| 2016 | Vindata featuring Anderson .Paak                                                       | Own Life (VIP Mix)                                   | Sencillo    | Jul 29, 2016             | OWS160-1                                |
| 2016 | Getter                                                                                 | Wat the Frick                                        | EP          | Sep 2, 2016              | OWS186                                  |
| 2016 | What So Not                                                                            | Divide & Conquer                                     | EP          | Sep 9, 2016              | OWS191                                  |
| 2016 | Anna Lunoe                                                                             | Radioactive                                          | Sencillo    | Sep 14, 2016             | OWS189                                  |
| 2016 | josh pan & X&G                                                                         | platinum                                             | Sencillo    | Sep 15, 2016             | OWS193                                  |
| 2016 | Aryay                                                                                  | Never Gonna Leave                                    | Sencillo    | Sep 29, 2016             | OWS170                                  |
| 2016 | LOUDPVCK & NGHTMRE                                                                     | Click Clack                                          | Sencillo    | Sep 30, 2016             | OWS174                                  |
| 2016 | Ghastly featuring Jameston Thieves                                                     | Fuk Watchu Think                                     | Sencillo    | Oct 7, 2016              | OWS178                                  |
| 2016 | Tennyson featuring NJOMZA                                                              | Your Eyes                                            | Sencillo    | Oct 12, 2016             | OWS196                                  |
| 2016 | Basecamp                                                                               | In Stone                                             | EP          | Oct 21, 2016             | OWS168                                  |
| 2016 | Marshmello featuring wrabel                                                            | Ritual                                               | Sencillo    | Nov 1, 2016              | OWS176                                  |
| 2016 | Mark Johns                                                                             | Molino                                               | EP          | Nov 4, 2016              | OWS183                                  |
| 2016 | Yogi featuring AlunaGeorge & Less Is Moore                                             | Blow You Up                                          | Sencillo    | Nov 11, 2016             | OWS162                                  |
| 2016 | JOYRYDE                                                                                | HOT DRUM                                             | Sencillo    | Nov 16, 2016             | OWS202                                  |
| 2016 | Basecamp                                                                               | In Stone Remixes                                     | EP          | Nov 18, 2016             | OWS194                                  |
| 2016 | Star Slinger                                                                           | We Could Be More                                     | EP          | Dec 2, 2016              | OWS133                                  |
| 2016 | JOYRYDE featuring Freddie Gibbs                                                        | DAMN                                                 | Sencillo    | Dec 5, 2016              | OWS182                                  |
| 2016 | Star Slinger featuring Dawn Richard                                                    | We Could Be More (Cyril Hahn Remix)                  | Sencillo    | Dec 9, 2016              | OWS201                                  |
| 2016 | josh pan & X&G & Jorgen Odegard                                                        | tomahawk                                             | Sencillo    | Dec 16, 2016             | OWS209                                  |
| 2016 | Star Slinger featuring Dawn Richard                                                    | We Could Be More (Star Slinger Wavy Remix)           | Sencillo    | Dec 16, 2016             | OWS201-1                                |
| 2017 | From First to Last                                                                     | Make War                                             | Sencillo    | Jan 15, 2017             | OWS217                                  |
| 2017 | josh pan & X&G                                                                         | nowhere                                              | Sencillo    | Jan 27, 2017             | OWS187                                  |
| 2017 | Wiwek featuring Keno                                                                   | Faka G / Double Dribble                              | Sencillo    | Feb 1, 2017              | OWS198                                  |
| 2017 | Barely Alive                                                                           | Domain                                               | EP          | Feb 10, 2017             | OWS179                                  |
| 2017 | JOYRYDE                                                                                | I WARE HOUSE                                         | Sencillo    | Feb 21, 2017             | OWS220                                  |
| 2017 | Vindata featuring NJOMZA & Alex&Alex                                                   | Right Now                                            | Sencillo    | Feb 22, 2017             | OWS195                                  |
| 2017 | Bassnectar & ATLiens                                                                   | Interlock                                            | Sencillo    | Mar 17, 2017             | OWS218                                  |
| 2017 | Chris Lake                                                                             | I Want You                                           | Sencillo    | Mar 22, 2017             | OWS192                                  |
| 2017 | Anna Lunoe, Valentino Khan & Wuki                                                      | Bullseye                                             | Sencillo    | Apr 7, 2017              | OWS226                                  |
| 2017 | Alex Metric featuring Confessionals                                                    | Freeek                                               | Sencillo    | Apr 26, 2017             | OWS227                                  |
| 2017 | Aryay featuring Kimbra                                                                 | Always Wanted You                                    | Sencillo    | Apr 28, 2017             | OWS203                                  |
| 2017 | Yogi featuring Juicy J & Alexander Lewis                                               | Money on My Mind                                     | Sencillo    | May 1, 2017              | OWS181                                  |
| 2017 | Chris Lake featuring Dances with White Girls                                           | Operator (Ring Ring)                                 | Sencillo    | May 5, 2017              | OWS224                                  |
| 2017 | Various Artists                                                                        | HOWSLA                                               | Compilation | May 5, 2017              | OWS212                                  |
| 2017 | Hundred Waters                                                                         | Particle                                             | Sencillo    | May 8, 2017              | OWS221                                  |
| 2017 | Snails & Botnek                                                                        | Waffle House                                         | Sencillo    | May 9, 2017              | OWS175                                  |
| 2017 | Hundred Waters                                                                         | Currency                                             | EP          | May 12, 2017             | OWS222                                  |
| 2017 | What So Not                                                                            | Divide & Conquer Remixes                             | EP          | Jun 16, 2017             | OWS206                                  |
| 2017 | josh pan featuring ABRA                                                                | give it to ya                                        | Sencillo    | Jul 5, 2017              | OWS225                                  |
| 2017 | AC Slater featuring Tchami & Rome Fortune                                              | Dealer                                               | Sencillo    | Jul 11, 2017             | OWS190                                  |
| 2017 | Chris Lake                                                                             | I Want You vs. Operator Remixes                      | EP          | Jul 14, 2017             | OWS228                                  |
| 2017 | Skrillex featuring Poo Bear                                                            | Would You Ever                                       | Sencillo    | Jul 26, 2017             | Big Beat / Atlantic                     |
| 2017 | Snails & Space Laces featuring Sam King                                                | Break It Down                                        | Sencillo    | Jul 27, 2017             | OWS223                                  |
| 2017 | Wiwek                                                                                  | Drum Nation                                          | EP          | Jul 28, 2017             | OWS219                                  |
| 2017 | Mark Johns                                                                             | Same Girl                                            | Sencillo    | Aug 1, 2017              | OWS229                                  |
| 2017 | DJ Sliink, Skrillex & Wale                                                             | Saint Laurent                                        | Sencillo    | Aug 4, 2017              | OWS213                                  |
| 2017 | Vindata, Skrillex & NSTASIA                                                            | Favor                                                | Sencillo    | Aug 8, 2017              | OWS230                                  |
| 2017 | Ekali featuring Denzel Curry                                                           | Babylon                                              | Sencillo    | Aug 18, 2017             | OWS231                                  |
| 2017 | Tennyson                                                                               | Cry Bird                                             | Sencillo    | Sep 1, 2017              | OWS214                                  |
| 2017 | Hundred Waters                                                                         | Communicating                                        | LP          | Sep 14, 2017             | OWS188                                  |
| 2017 | Tennyson                                                                               | Uh Oh!                                               | EP          | Sep 29, 2017             | OWS185                                  |
| 2017 | Sirah featuring Skrillex                                                               | Deadbeat                                             | Sencillo    | Sep 29, 2017             | OA008                                   |
| 2017 | Kendrick Lamar                                                                         | HUMBLE. (SKRILLEX REMIX)                             | Sencillo    | Sep 29, 2017             | Top Dawg / Aftermath / Interscope       |
| 2017 | Skrillex featuring Poo Bear                                                            | Would You Ever (Branchez & Charlie Klarsfield Remix) | Sencillo    | Sep 29, 2017             | Big Beat / Atlantic                     |
| 2017 | Skrillex featuring Poo Bear                                                            | Would You Ever (4B Remix)                            | Sencillo    | Oct 4, 2017              | Big Beat / Atlantic                     |
| 2017 | Skrillex featuring Poo Bear                                                            | Would You Ever (Conducta Remix)                      | Sencillo    | Oct 4, 2017              | Big Beat / Atlantic                     |
| 2017 | Ekali featuring Denzel Curry                                                           | Babylon Remixes                                      | EP          | Oct 6, 2017              | OWS233                                  |
| 2017 | Valentino Khan & Sean Paul                                                             | Gold                                                 | Sencillo    | Oct 20, 2017             | mtheory                                 |
| 2017 | Ekali featuring Opia                                                                   | Past Life                                            | Sencillo    | Nov 9, 2017              | OWS234                                  |
| 2018 | Ekali & ZHU                                                                            | Blame                                                | Sencillo    | Jan 5, 2018              | OWS235                                  |
| 2018 | Valentino Khan & Sean Paul                                                             | Gold (Perto Remix)                                   | Sencillo    | Jan 25, 2018             | mtheory                                 |
| 2018 | Valentino Khan & Sean Paul                                                             | Gold (Justin Quiles Remix)                           | Sencillo    | Jan 26, 2018             | mtheory                                 |
| 2018 | Hundred Waters                                                                         | Spotify Singles                                      | Sencillo    | Feb 28, 2018             | Spotify                                 |
| 2018 | Ekali & ZHU                                                                            | Blame (NGHTMRE Remix)                                | Sencillo    | Mar 2, 2018              | Big Beat / Atlantic                     |
| 2018 | Ekali & Medasin featuring Elohim                                                       | Forever                                              | Sencillo    | Apr 12, 2018             | OWS241                                  |
| 2018 | Hundred Waters                                                                         | Mushroom Cloud                                       | Sencillo    | Apr 19, 2018             | OWS242                                  |
| 2018 | Ekali, Tynan & Hekler                                                                  | Blood Moon                                           | Single      | Jul 2, 2018              | OWS244                                  |
| 2018 | OddKidOut                                                                              | Solstice                                             | EP          | Jul 11, 2018             | OWS236                                  |
| 2018 | Ekali & Slumberjack                                                                    | Helios                                               | Sencillo    | Jul 20, 2018             | OWS245                                  |
| 2018 | From First to Last                                                                     | Surrender                                            | Sencillo    | Jul 24, 2018             | Sumerian                                |
| 2018 | Ekali featuring Yuna                                                                   | Leaving                                              | Sencillo    | Aug 24, 2018             | Big Beat / Atlantic                     |
| 2018 | Ekali                                                                                  | Crystal Eyes                                         | EP          | Sep 28, 2018             | OWS232                                  |
| 2018 | JOYRYDE & Skrillex                                                                     | AGEN WIDA                                            | Sencillo    | Oct 19, 2018             | OWS237                                  |
| 2018 | Elohim                                                                                 | Connect                                              | Sencillo    | Nov 8, 2018              | OWS248                                  |
| 2018 | josh pan with AWAY                                                                     | mask                                                 | Sencillo    | Nov 21, 2018             | OWS247                                  |
| 2018 | josh pan                                                                               | the world within                                     | EP          | Dec 7, 2018              | OWS251                                  |
| 2018 | Ekali featuring Yuna                                                                   | Leaving (Acoustic)                                   | Sencillo    | Dec 7, 2018              | Big Beat / Atlantic                     |
| 2019 | Elohim                                                                                 | Buckets                                              | Sencillo    | Jan 9, 2019              | OWS249                                  |
| 2019 | Ekali featuring K.Flay                                                                 | Forgot How to Dream                                  | Sencillo    | Jan 18, 2019             | Big Beat / Atlantic                     |
| 2019 | Ekali & Medasin featuring Elohim                                                       | Forever (Laxcity Remix)                              | Sencillo    | Feb 1, 2019              | Big Beat / Atlantic                     |
| 2019 | Ekali & 1788-L                                                                         | R U I N                                              | Sencillo    | Feb 15, 2019             | OWS252                                  |
| 2019 | josh pan & Dylan Brady                                                                 | This Car Needs Some Wheels                           | LP          | Mar 14, 2019             | OWS243                                  |